# Les Mamans (film)
Pour les articles homonymes, voir Maman.
Série
Bonne Année, les mamans !
(2012)
Pour plus de détails, voir Fiche technique et Distribution.
Les Mamans (Мамы) est une comédie à sketches russe sortie en 2012 à l'occasion de la fête des mères. Le film compte huit sketches réalisés chacun par un réalisateur différent : Sarik Andreassian, Tikhon Kornev, Achot Kechtchian (ru), Karen Oganessian, Eldar Salavatov (ru), Dmitri Dioujev, Evgueni Abyzov, Alan Badoïev (ru) et Kirill Kozlov.

## Fiche technique
Sauf indication contraire, les informations mentionnées dans cette section peuvent être confirmées par la base de données cinématographiques IMDb,  présente dans la section « Liens externes ».
- Titre français : Les Mamans[2]
- Titre original : Мамы[1], Mamy
- Réalisation : Sarik Andreassian, Tikhon Kornev, Achot Kechtchian (ru), Karen Oganessian, Eldar Salavatov (ru), Dmitri Dioujev, Evgueni Abyzov, Alan Badoïev (ru), Kirill Kozlov
- Scénario : Olga Sergueïevna Antonova (ru), Sarik Andreassian, Tikhon Kornev, Alekseï Noujny (ru), Karen Oganessian
- Photographie : Anton Zenkovitch
- Musique : Darin Syssoïev, Alexandre Ivanov
- Décors : David Dadounachvili, Anna Andreïeva
- Production : Sarik Andreassian, Guevond Andreassian, Gueorgui Malkov, Alekseï Riazantsev
- Société de production : Enjoy Movies
- Pays de production :  Russie
- Langue de tournage : russe
- Format : Couleurs - 2,35:1
- Durée : 103 minutes
- Genre : Comédie à sketches
- Dates de sortie :
  - Russie : 1er mars 2012
  - Lituanie : 9 mars 2012
  - Lettonie : 9 mars 2012

## Distribution
- Anastasia Zavorotnyuk - Nadejda Pouchkareva
- Andreï Fedortsov (ru) : Alexeï Sergeïevitch Vanine
- Igor Vernik (ru) : Alexandre Evguenievitch, le producteur
- Nina Rouslanova : la mère de Dmitri
- Olga Toumaïkina (ru) : Lioudmila
- Ararat Kechtchian (ru)
- Mikhaïl Poretchenkov : Le boxeur
- Ekaterina Vassilieva : la mère de Kolya
- Sergueï Gazarov (ru) : Le directeur
- Alexandre Olechko (ru) : Kolya
- Iouri Koutsenko (sous le nom de « Gocha Koutsenko ») : le père de Sacha
- Maria Semkine (ru) : La gouvernante
- Egor Beroïev : Viktor
- Ravchana Kourkova : Christina
- Sergueï Bezroukov : Mikhaïl Yourievitch
- Elena Korikova (ru) : Oksana
- Vladimir Sytchev (ru) : Un homme du village
- Mikhaïl Bogdasarov : Le chauffeur de taxi
- Olga Volkova : La femme de Tom
- Fiodor Dobronravov (ru) : Nikolaï
- Ivan Dobronravov (ru) : Peter
- Marina Goloub (ru) : Natacha
- Dmitri Dioujev : Sergueï dit « Tyapa »
- Lia Akhedjakova : Svetlana Semionovna, la mère de « Tyapa »
- Sergueï Badiouk : Un agent de sécurité
- Svetlana Khodtchenkova : Kozireva
- Piotr Fiodorov : Anton
- Lioudmila Artemieva : Victoria Vladimirovna, l'huissier